# David P. Farrington
David Philip Farrington (Ormskirk, 7 marzo 1944 – Cambridge, 5 novembre 2024) è stato un criminologo e psicologo britannico.

## Biografia

### Origini e formazione
Farrington nacque a Ormskirk, in Inghilterra, nel 1944, ultimo figlio di William e Gladys Farrington. Da piccolo studiò alla Ormskirk Grammar School e in seguito a Cambridge, dove conseguì il Bachelor's Degree, il Master's Degree e infine un dottorato in psicologia.

### Carriera accademica
Nel 1969, Farrington divenne ricercatore in criminologia presso l'Università di Cambridge. In seguito, nel 1976, sempre a Cambridge, divenne lettore universitario e, nel 1992 professore di psicologia criminologica. Tra il 1971 ed il 2000 tenne numerosi seminari e insegnando agli alunni - tra le altre materie - come prevenire il crimine e gli aspetti psicologici coinvolti nel reato. Tra il 1998 ed il 2016 fu professore di psichiatria all'Università di Pittsburgh.